# Tony Donatelli
Anthony Donatelli, detto Tony (Glenside, 7 giugno 1984), è un calciatore statunitense.

## Palmarès

### Club

#### Competizioni nazionali
Baltimore Blast
- Major Indoor Soccer League Championship: 2012/13
- Major Arena Soccer League Championship: 2015/16, 2016/17, 2017/18

Charleston Battery
- USL Pro: 2012

Impact de Montréal
- USL First Division: 2009

Philadelphia Kixx
- Major Indoor Soccer League Championship: 2007

Vancouver Whitecaps
- USL First Division: 2006